# Серсо (Тренто)
Серсо је насеље у Италији у округу Тренто, региону Трентино-Јужни Тирол.
Према процени из 2011. у насељу је живело 425 становника. Насеље се налази на надморској висини од 554 м.